# 호라이지촌
호라이지촌(鳳来寺村)은 일본 아이치현 미나미시타라군에 설치되었던 촌이다. 현재의 신시로시의 일부에 해당한다.
1. ↑  『愛知県統計年鑑』昭和31年度刊、p11